# Пасінг-Оберменцінг
Па́сінг-Оберме́нцінг (нім. Pásing-Oberménzing) — район Мюнхена розташований на заході міста. Раніше Пазинг і муніципалітет Оберменцінг були незалежними, a в 1938 році насильно включені до складу Мюнхена з метою розширення «столиці руху», таким чином, втративши статус незалежних муніципалітетів.
Район Пазінг розташований на річці Вюрм. Має власну Марієнплац та вілли, більшість з яких були створені архітектором Августом Екстером.
| Німеччина | Це незавершена стаття з географії Німеччини. Ви можете допомогти проєкту, виправивши або дописавши її. |